# Balerejo (Kaliangkrik)
Balerejo is een bestuurslaag in het regentschap Magelang van de provincie Midden-Java, Indonesië. Balerejo telt 2697 inwoners (volkstelling 2010).